# Paternidad (House M. D.)
"Paternidad" (en inglés: "Paternity") es el segundo episodio de la primera temporada de la serie estadounidense House M. D.. Fue estrenado el 23 de noviembre de 2004 en Estados Unidos y el 24 de enero de 2006 en España.
Un adolescente jugador de lacrosse es golpeado durante un juego, posteriormente es llevado al hospital para descartar problemas pero es ingresado debido a que sufre terrores nocturnos, en un comienzo House asume que es una violación, pero se retracta al observar el impulso mioclónico presentado por el chico. Se descubre que los padres en realidad ocultan una verdad— y esta aclaración dirige la respuesta a la enfermedad que presentaba el chico.

## Sinopsis
El caso principal afecta a Dan (Scott Mechlowicz), un adolescente de 16 años que mientras estaba jugando un partido de lacrosse sufrió el impacto de una bola sobre su cabeza, quedando en medio del terreno de juego inconsciente. Atendido en el hospital, House (Hugh Laurie) nota que el joven tiene un movimiento involuntario de su pie (espasmo mioclónico), que le indica la presencia de una afección más compleja. La investigación del caso revelará que los padres habían ocultado que su hijo era adoptado, confirmando la principal suposición por la que House se guía en la serie: "Todos mienten".
En la atención clínica de rutina, que House detesta porque lo aburre la ausencia de problemas médicos complejos, examina la situación de una beba cuyos padres han decidido no darle las vacunas infantiles y a una persona que simula casos de mala praxis para demandar a los hospitales.

## Diagnóstico
El paciente tenía una mutación del virus del sarampión.